# Schweizerische Kynologische Gesellschaft
Die Schweizerische Kynologische Gesellschaft (SKG) (franz. Société Cynologique Suisse, it. Società Cinologica Svizzera, SCS) ist der Dachverband der meisten Hundezüchter in der Schweiz. Der als Verein im Sinne von Art. 60 ff. des Zivilgesetzbuchs organisierte Verband wurde 1883 gegründet und hat seinen Sitz in Balsthal. Zurzeit sind der SKG 358 Sektionen (eigenständige Vereine) mit insgesamt etwa 68'000 Mitgliedern in der Schweiz und in Liechtenstein angeschlossen. Die SKG selbst ist dem kynologischen Weltdachverband FCI angeschlossen.
Die SKG ist als Landesorganisation für die kynologischen Interessen in der Schweiz zuständig und vertritt diese gegenüber Behörden und ausländischen kynologischen Organisationen. Sie hat sich die Aufgabe gestellt, den Rassehund zu fördern und die Zucht zu begleiten und führt zu diesem Zweck das Schweizerische Hundestammbuch (SHSB/LOS). Sie achtet auf Haltung, Erziehung und Ausbildung von Hunden nach wissenschaftlichen Erkenntnissen, sportlich-faire Gesinnung und die Beachtung der Grundsätze des Tierschutzgedankens der eidgenössischen Tierschutzgesetzgebung.
Innerhalb der FCI ist die SKG für die Rassestandards der Schweizer Hunderassen verantwortlich. Dies sind Appenzeller Sennenhund, Berger Blanc Suisse, Berner Sennenhund, Bernhardiner, Entlebucher Sennenhund, Grosser Schweizer Sennenhund, Schweizer Laufhund und Schweizerischer Niederlaufhund. Auf nationaler Ebene anerkennt sie zusätzlich den Continental Bulldog.
Die SKG betreibt mit der Albert-Heim-Stiftung eine Stiftung zur Förderung der wissenschaftlichen kynologischen Forschung. Sie gibt ausserdem das 8× jährlich erscheinende Magazin Hund Schweiz (deutsch) sowie Info Chiens (französisch; früher Cynologie Romande) heraus.